# Guillermo Galindo
Guillermo Galindo (* 1960 in Mexiko-Stadt) ist ein mexikanischer Klangkünstler und Komponist.

## Leben und Werk
Guillermo Galindo studierte ab 1985 Komposition an der Escuela Nacional de Musica in Mexiko-Stadt und erlangte 1987 den Bachelor für Komposition und Grafikdesign. 1989 absolvierte er den Bachelor für Filmmusik und Komposition am Berklee College of Music. Der Master für Komposition und Elektronische Musik folgte 1991 am Mills College in Oakland, Kalifornien. 1995 bis 1997 beschäftigte er sich am Ali Akbar College of Music mit indischer Musik. Galindo lehrte unter anderem am California College of the Arts.

„In Mesoamerika gelten Musikinstrumente traditionell als Talismane für den Übergang von einer Welt zur anderen. „Aus Sicht mesoamerikanischer Kulturen“, erklärt Galindo, „sind persönliche Gegenstände und die Klänge, die sie erzeugen, Teil unserer Lebensreise auf diesem Planeten“. Seine eigenen Instrumente sind ebensolche Talismane, jedoch für eine andere Reise: nicht von einer Welt zur anderen, sondern von einem Staat in den anderen. Die Musik, die sie erzeugen, haucht den zurückgelassenen Dingen Leben ein. Das lateinische reliquiae meint „Überbleibsel“, und zwar meist solche, die kultisch verehrt werden. „Wenn ich Instrumente baue“, sagt Galindo, „strebe ich nicht nach dem vollkommenen oder schönsten Klang. Die Materialien sollen in ihren eigenen Stimmen singen können“ – eine ganz eigene Art kultischer Verehrung.“

The Frances Young Tang Teaching Museum and Art Gallery zeigte Along the Border. Instrumente, die aus Objekten gefertigt sind, die Galindo gemeinsam mit dem Fotografen Richard Misrach auf einer Reise entlang der Grenze zwischen den USA und Mexiko (2012 bis 2014) gesammelt hatte, wurden dort ausgestellt. Arbeiten aus der 2009 begonnenen Serie Border Cantos waren auf der documenta 14 in Kassel zu sehen.